# LJA: El clavo
LJA: El clavo es una historia de la editorial DC Comics publicada en tres partes de agosto a septiembre de 1998 en Estados Unidos. En México fue publicada por Grupo Editorial Vid en los meses de febrero, abril y junio del año 2000. Es una miniserie perteneciente a la línea de historias publicadas por DC Comics bajo el sello editorial Elseworlds, desarrollada en tres números con argumento y dibujo de Alan Davis, Mark Farmer como entintador y Patricia Mulvihill en el color.
La historia describe una Liga de la Justicia integrada por Linterna Verde, Mujer Maravilla, Flash, Aquaman, Detective Marciano, Atom, Batman y La Mujer Halcón, donde Superman aún no existe y la gente no meta-humana, encabezada por Lex Luthor, ha declarado una guerra contra los superhéroes.

## El clavo
La parte que le da el título al nombre es un pequeño párrafo extraído de Jacula Prudentum (1651), una recopilación de proverbios hecha por George Herbert, un poeta, orador y sacerdote de origen gales. El párrafo trata acerca de como un clavo causó la pérdida de un reino, dando a entender que hasta la cosa aparentemente más insignificante, puede tener gran importancia.
Por la falta de un clavo fue que la herradura se perdió.
Por la falta de una herradura fue que el caballo se perdió.
Por la falta de un caballo fue que el caballero se perdió.
Por la falta de un caballero fue que la batalla se perdió.
Y así como la batalla, fue que un(a) reino se perdió.
Y todo porque fue un clavo el que faltó.

## El Principio (Tomo 1)
La historia comienza cuando Jonathan y Martha Kent están tratando de arreglar un neumático de su camioneta que reventó cuando se dirigían a Smallville hace 24 años.
En la ciudad de Metrópolis Lex Luthor ha sido reelegido como alcalde, donde dice que la gente tiene el derecho de vivir en libertad, sin el acoso de los meta-humanos. Perry White menciona que en dos años Luthor ha convertido Metrópolis en una utopía, y que el crimen en general, sobre todo el meta-humano, ha sido eliminado. Olsen es presentado como el asistente del alcalde mostrando sus intentos de ser un superhéroe para emular a su ídolos de la infancia, y que describe que la JLA no son héroes, sino que los auténticos héroes son gente como policías, paramédicos y bomberos y los hombres como Lex Luthor.
Describe como en un principio aparecieron los primeros meta-humanos, uniformados que simbolizaban nuestros ideales y que nos protegían, pero cuando el peligro y los enemigos se acabaron, ellos se quedaron. Después, surgió una nueva raza de villanos, y los héroes aquí estaban, sobresaliendo la Liga de la Justicia, creyendo que eran humanos, como los héroes de la Era Dorada.
Aquaman se declaró el heredero de los océanos, Mujer Halcón proviene del planeta Thanagar, Linterna Verde es agente de una fuerza policial intergaláctica, los Guardianes del Universo, J'onn J'onnz, el Detective Marciano alardea sobre su origen, y de Batman se desconoce su naturaleza.

## La caída de Flecha Verde
Se describe como Oliver Queen, anteriormente Flecha Verde, siendo solo un humano con la habilidad del manejo del arco, fue parte de la Liga de la Justicia, y como en un encuentro con el androide Amazo le demostró que no solo un corazón valiente basta, y la Liga de la Justicia derrotó á Amazo, dejando a Flecha Verde como una baja de guerra, quedando parapléjico, acusando a los héroes de la Liga por proclamarse representantes de América, declarándolos el propio Oliver Queen como invasores alienígenas.

## La respuesta de la Liga de la Justicia
Los integrantes de la Liga ven el noticiero, Mujer Halcón dice que Katar Hol, el Hombre Halcón murió a manos de Amazo, y que si murió por nada. Entre ellos tienen diferencias de opinión por el hecho de como acordaron respetar identidades para proteger seres queridos, principalmente entre Diana y Shayera.
Batman les dice que lo que quieren es dividirlos. Linterna Verde lleva a Lois Lane, ganadora del premio Pulitzer para que funcione como agente de prensa.

## The Outsiders
Canario Negro es la creadora de los Marginales, integrados por Shade, Katana, Black Lightning, Geoforce y la propia Dinah Lance para que Oliver fuera su líder, ya que ella también abandonó a la Liga de la Justicia después del encuentro con Amazo, y que creó a los Marginales creyendo que Oliver tendría propósito en la vida al tener un equipo.
Después les dice acerca de Metamorfo, ya que desde hace dos meses no se comunica con su sitio en la red, Geofuerza le dice que su última comunicación llegó del círculo polar ártico, y que estaba con Zafiro Stagg y Simon Stagg, y Dinah dice que no fallara de nuevo a un compañero de equipo.
La Liga de la Justicia habla acerca del tema de tener a Luisa Lane como agente de prensa, ella les dice que no hará propaganda, pero que los apoyará. Linterna Verde le dice a Batman que ellos dependen de la buena voluntad de la gente para operar, y Batman responde que le interesa más capturar criminales que la crítica de la prensa.
Luisa reprende a Batman que le dice que los traficantes del miedo son gente como Perry White que solo cultivan el temor para ganar rating. La Liga llega a la conclusión que es un intento de conspiración, probablemente por parte de algún viejo enemigo.

## El ataque en el Asilo Arkham
Mientras Catwoman habla con el director del Asilo Arkham, sobre su relación con Batman, el hospital es atacado por el Joker, el director muere, y Catwoman sale solo para encontrarse al Joker acompañado por Dos Caras, El Sombrerero Loco, El Espantapájaros, El Acertijo, El Pingüino, Killer Croc, Hiedra Venenosa y Sr. Frío entre otros.
La Liga sigue pensando quien puede ser el causante del ataque del cual son presa, mencionando a Ra's al Ghul, Thinker, Kobra y Sinestro, Batman dice que él se unió para atrapar criminales, no para unirse a un grupo de discusión, Aquaman opina que cuando la novedad contra el metahumano desparezca, todo volverá a la normalidad y la gente se volverá contra Luthor.
En ese momento la señal del Baticinturón se activa y todos parten, Luisa se retira con Linterna Verde, a quien le da su opinión sobre Batman, en Star City Mujer Maravilla y el Detective Marciano hablan, para después el Detective retirarse alegando que será mejor ocultarse hasta pasar la histeria actual. Flash y Átomo opinan que solo es una cacería de brujas y deciden ocultar sus trajes y confundirse entre la gente normal, en Cosville, Maine, Aquaman y Mujer Halcón hablan sobre la incomodidad que sienten a pesar de parecer humanos, y ella dice que recuerda a Thanagar, su hogar y lugar de origen.
El doctor Niles Caulder reúne a la Patrulla Condenada, integrada por Mento, Negative Man, Elasti-Girl, Robotman y el Chico Bestia, para informarles que la Hermandad del Mal ha desaparecido, igual que el general Immortus y el capitán Zahl, y que todo fue obra de un alien poderoso, para caer desmayado al ser atacados con gas por unos hombres en armadura.
En Gotham City, la gente del comisionado Harvey Bullock piden ayuda a Robin y Batgirl, para que en ese momento llegue Batman, y les impida entrar. Linterna Verde recibe una llamada de auxilio de fuera de la Tierra, para descubrir que era una treta de Zafiro Estrella y avisarle de un campo de fuerza que rodea al planeta, Zafiro se va dejando a Linterna, que descubre el cuerpo de Adam Strange, del planeta Rann, y solo envía una señal de auxilio a la Sociedad Linterna Verde.
En Apokolips, Mr. Miracle y Big Barda son capturados por Abuela Bondad creyéndolos culpables de la explosión de un Boom Tubo, que empeora cuando llega Metrón enviado por el Alto Padre y declarando le la guerra a Nuevo Génesis.

## La muerte del Joker
En Gotham City, Batman y Catwoman pelean con los fugados de Arkham en un todos contra todos por el juego del Joker, que les dice que el último en pie será su esclavo, cuando llegan Robin y Batgirl, Joker los tortura hasta matarlos frente a Batman con las nuevas armas de origen kryptoniano, por lo cual pelean hasta que Joker muere a manos del propio Batman en televisión frente a miles de televidentes en WGBS.

## El Clavo (Tomo 2)
Lois Lane ingresa a Metrópolis donde la cuestiona por su visita. Ella pregunta si es necesario y le dicen que sí, por el incidente ocurrido en Gotham City, y ve cómo la WGBS, a través de Perry White, muestra la muerte del Joker a manos de Batman, que además informa que nadie pudo haber sobrevivido al incidente, que antes Batman mataba en las sombras, pero ahora ya no, pero que no importa ya que nadie pudo haber escapado de Arkham, y Batman también ha muerto. En la Baticueva, Alfred dice que no puede terminar de ese modo, cuando llega Batman con Catwoman en brazos, y dándole la noticia de que Robin y Batgirl están muertos.
Los demás integrantes de la Liga observan el noticiero, y opinan que Batman los ha desacreditado, además de que el Detective Marciano también ha decidido hacerse a un lado, y deben de investigar a los villanos conocidos, a lo que Flash se ofrece, mientras Diana va a contactar a sus amigos de la Casa Blanca, Átomo se dirige a ver al Pensador, y Linterna Verde tratara de descubrir la fuente del campo que rodea al planeta.
En Oa, el hogar de los Guardianes del Universo y cuartel de la Sociedad Linterna Verde, agentes como Katma Tui, Chummuck, Arisia y Tomar Re llegan para hablar con los guardianes acerca del conflicto entre los Nuevos Dioses, y que Darkseid desencadeno fuerzas más grandes que el conflicto, y que la crisis en la tierra deberá ser enfrentada solo por Hal Jordan. En Star City Jonn Jonn´z y Linterna Verde hablan sobre la crisis que viven, y como Luthor es el principal responsable, y sospechan que alguna presencia alienígena trata de conquistar la Tierra.
Flash recorre los cuarteles de Kobra en Perú, la fortaleza montañosa del Dr. Tsing Tsing en el Tíbet, la ciudad secreta de Gorila Grodd en África Ecuatorial, y la guarida subterránea de la Hermandad del Mal, para que, cuando llega a la guarida de Ra´s al Ghul, encuentra a Amazo enfrentando a su gente, y los salva, para después vencerlo retirándole el cerebro. Ra´s le dice a Flash que en un principio creyó que era rivalidad territorial con Kobra, Grodd y los Nuevos Olímpicos. En la Baticueva, Alfred y Selina hablan sobre la muerte de Batichica y Robin y que Bruce ha perdido el deseo de vivir.
Átomo ingresa a la residencia del Pensador, para descubrir que Devoe había descubierto una conspiración, y que está muerto, sin saber quien pudo burlar la seguridad sin dejar rastro. En WGBS, Metamorfo ataca al alcalde Luthor, pero falla y únicamente mata a Perry White, pero en eso Luthor pierde el sentido y es llevado al hospital, creen que por el ataque de Metamorfo, mientras Jimmy le dice a Lois que hallo evidencia para exponer a los alienígenas, en el Centro de Investigaciones Alienígenas, en Kansas, cerca de Smallville.
En la zanja los Cedros, en California, Aquaman, junto con el profesor Vulko y Mera hablan sobre la suerte de la Liga, y ven como Orm y el Merodeador Marino atacan una nave de la superficie, porque está matando especies marinas, pero la nave los ataca y los recoge.
Pete Ross da la noticia del ataque de Metamorfo y la muerte de Perry White, a lo que el senador Maxwell Lord respondió que los metahumanos deben ser controlados, mientras Bruce sale del shock por la muerte de Robin Y Batgirl gracias a Catwoman, que se disfraza de Robin. Linterna Verde analiza el campo de fuerza, y descubre que su origen viene de Europa, concretamente, de París, Francia, para descubrir que ha caído en una trampa organizada por Mayor Desastre y el Conde Vértigo, que destruyen el edificio donde Linterna Verde descubrió el señuelo.
En el Ártico, los Marginales descubren muertos a Simmon Stagg y a Java, el cavernícola, cerca de donde hay una fortaleza, donde son atacados por un enemigo de origen desconocido, que los derrota fácilmente.
En el Centro de Investigaciones Alienígenas de Kansas, Luisa, acompañada por el Profesor Hamilton observan a Creeper, y hablan de como darán a conocer la agenda alienígena, donde Luisa conoce a Lana Lang, que le dice que si quiere dar a conocer la verdad, y le entrega una tarjeta de la granja Kent. Mientras tanto, en la Torre Lexcorp, en Metrópolis, Metamorfo ingresa buscando a Luthor, y el Detective Marciano interviene, aunque demasiado tarde, ya que Rex Manson muere asesinado por los hombres de Luthor, y Jonn Jonn´z busca enfrentar a Lex.

## La granja de los Kent
En Kansas, Lois ha llegado a la granja de los Kent, donde conoce a Jonathan y Martha, un par de ancianos que se ocultan en su lucha como un par de granjeros, en su casa alojan a Chico Bestia, Elongated Man y Ultra que es en realidad Lana Lang, que obtuvo un aspecto diferente después de que en el Centro de Investigación comenzaron a experimentar con sus empleados, también le hablan de las criaturas que están siendo creadas, y que desconocen quien es el responsable, solo saben que Lexcorp lo construyó pero no es Lex Luthor quien lo controla. En el penthouse de Lexcorp, el Detective Marciano entra solo para ser atacado por un enemigo desconocido.

## El Clavo (Tomo 3)
En el santuario del Doctor Destino, en Salem, Massachusetts se reúnen los guardianes del orden, Doctor Destino, Phantom Stranger, el demonio Etrigan, el fantasma Deadman, que dice que él sabe que pasa, porque el vaga en el mundo real, ha visto la conspiración y deben detenerla, pero aparece el Espectro y les prohíbe intervenir, que ellos deben proteger del mal en otros reinos, y la vida mortal no entra en su agenda.
Deadman le dice que Rama Kushna lo envió a pelear contra el mal, y piensa que los alienígenas son igual de malos que cualquier demonio. Espectro le responde que la humanidad debe ganarse su sitio en el universo, y que pueden expandirse solo si sobreviven.

## El ataque a la Casa Blanca
Mientras Pete Ross denuncia la existencia de instalaciones del gobierno para investigar alienígenas y el ataque de Linterna Verde en París, la Mujer Maravilla es recibida en la Casa Blanca por Matt Cable de la CDA, acompañado por su esposa Abigaíl y el Doctor Alec Holland, asesor del presidente. Diana pregunta si puede hablar con el presidente, Matt Cable le dice que no, que mientras ayude a Holland con su investigación, Diana pregunta sobre el suero biorestaurador, y la ayuda que le piden es que de una muestra de ADN, ella les dice que ha fallado en promover paz y justicia para retirarse mientras la Casa Blanca explota frente a ella. Busca entre los escomors, sin encontrar con vida a alguien, cuando es atacada por los Hombres de Metal, que se niegan a trabajar con ella atacándola y haciéndola responsable del ataque venciéndolos con los rebotes de las balas en los brazaletes de Diana, para después caer frente a uno de los nuevos super robots. Lex Luthor informa sobre el atentado y la responsabilidad de la Mujer Maravilla, así como la muerte de las creaciones del Dr. Magnus, los Hombres de Metal, además de que presenta a los Liberadores, creados para contrarrestar a los metahumanos.
En Midway City, la Mujer Halcón visita el museo, donde se rendía homenaje a Carter Hall, el Hombre Halcón y esposo de Mujer Halcón, el cual ahora es tachado de basura alienígena, por lo cual ella decide regresar a Thanagar, algo que no hace cuando salva a un par de niños de un incendio, que hace que los humanos la protejan, solo para ser detenida por uno de los Liberadores.
En la Baticueva, Bruce, Selina y Alfred observan como la Liga ha sido vencida, y ahora solo queda Batman para liberarlos, en Kansas, Linterna Verde irrumpe en el Centro para enfrentar a los Liberadores y descubrir que son clones de una fuente kryptoniana. En la torre Lexcorp, Luisa le dice a Jimmy que Luthor es un títere de los alienígenas, y que ella descubrirá la verdad, Jimmy le dice que no puede ser posible, cuando llegan al pent-house, son atacados por la misma criatura que atacó al Detective Marciano, Jimmy le dice que Krypto es fiel a su amo y que la mente maestra atrás de todo es él.
Flash también entra al Centro acompañado por Atom, cuando son interceptados por un Liberador, que es destruido por Batman con las armas de origen kryptoniano adquiridas a través del Joker.
Jimmy le explica a Luisa sobre una nave que cayó en Smallville, y como Lex Luthor la encontró, pero sin un ocupante, solo restos de ADN, y con el cual Luthor creó un ser sintético, un bizarro sin mente y alma, pero con el poder de un dios, y desde entonces quiso crear un proceso para injertar el ADN en su persona, por lo cual probo en diferentes conejillos de indias humanos, y que el único en el cual tuvo éxito fue con el propio Jimmy, debido a sus experiencias con la modificación genética. Jimmy se transforma en un kryptoniano, y le dice a Luisa que todos en el planeta tendrán la misma suerte, cuando llega el reporte de que Batman ha ingresado al Centro, algo de lo cual Luisa se ríe de su plan a prueba de fallas, Jimmy le dice que será testigo de una gran noticia, la muerte de la Liga de la Justicia.
Los héroes de la Liga enfrentan a los Liberadores que no son creados para enfrentar metahumanos y se hacen polvo, mientras Atom intenta liberar a los demás prisioneros, hasta que Jimmy llega y vence a la mayoría, quedando solo Batman y Selina en pie, Jimmy ataca a Selina, y Batman, con la energía de Linterna Verde proyectada en él, pelea mano a mano hasta que la energía se agota, y cuando está a punto de darle el golpe final, un granjero Amish interviene, revelándose como Kal-él, el último sobreviviente de Krypton. Jimmy mata a sus padres, a lo cual Kal-el reacciona peleando contra Jimmy, generando increíbles ondas de choque, acabando con un Jimmy Olsen quemado, que le dice a Kal-el que el ya cumplió, y que pueden dominar a esa raza inferior, y que ellos tenían que ser amigos. En eso llegan los demás Linternas Verdes, que pudieron ingresar a la tierra gracias a que Atom logró desactivar el campo de fuerza que la protegía, Luisa le pregunta a Batman que si Kal-el no será corrompido por el poder, y Batman responde que no, los Kent se acercan a Kal-el para consolarlo por la pérdida de sus padres, Batman renunció a la Liga, para combatir el crimen, ahora con Gatúbela a su lado, y la Liga de la Justicia ahora ha recuperado su credibilidad ante la gente, gracias a su nuevo miembro, el héroe llamado Superman.